# Масуд Пезешкијан
Масуд Пезешкијан (перс. مسعود پزشکیان; Махабад, 29. септембар 1954) је ирански политичар, кардиохирург и председник Ирана од 28. јула 2024. године. Био је припадник Корпуса чувара Исламске револуције у ирачко-иранском рату и бивши је министар здравља.
Важи за умереног политичара и реформисту.